# Cyrkularz wałujewski
Cyrkularz wałujewski – tajny okólnik ministra spraw wewnętrznych imperium rosyjskiego Piotra Wałujewa, wydany 18 lipca 1863, ograniczający wydawanie literatury w języku ukraińskim (przez niego nazwanym „małorosyjskim”) do utworów poetyckich.
Jak sam napisał minister Wałujew, „języka małorosyjskiego nie było, nie ma, i być nie może”. W jego mniemaniu, wyrażał on ogólną opinię „Małorusów” na ten temat. Ogłoszenie cyrkularza wałujewskiego było podstawą do wydania przez cara Aleksandra II w 1876 ukazu emskiego.
Okólnik wałujewowski, zabraniając drukowania po ukraińsku jakichkolwiek dzieł z wyjątkiem literatury pięknej, za szczególnie niebezpieczne uznawał ukraińskie podręczniki szkolne oraz książki przeznaczone dla prostego ludu. Skutkiem wydania okólnika było zmniejszenie się liczby publikacji wydawanych w południowo-zachodnich guberniach imperium, gdyż nawet dozwolona literatura piękna podlegała surowej cenzurze prewencyjnej, co znacznie ograniczało swobodę wypowiadania się autorów.